# Titus Quinctius Atta
Titus Quinctius Atta († 77 v. Chr.) war ein römischer Komödiendichter und ein Hauptvertreter der fabula togata. In von den Griechen übernommenen Formen stellte er römische Stoffe dar.
Von seinen zwölf bekannten Stücken sind nur Fragmente überliefert. Besondere Meisterschaft soll er in der Darstellung weiblicher Charaktere und in der Schilderung des römischen Familienlebens erlangt haben. Die zwölf Titel sind: Aedilicia, Aquae caldae, Conciliatrix, Gratulatio, Lucubratio, Materterae, Megalensia, Nurus, Satura, Socrus, Supplicatio und Tiro proficiscens.